# 23 Eskadra Lotnicza
23 eskadra lotnicza – pododdział lotnictwa Wojska Polskiego w II Rzeczypospolitej.

## Formowanie i zmiany organizacyjne i szkolenie
Z dniem 27 maja 1925 w 2 pułku lotniczym została sformowana 23 eskadra lotnicza oparta na personelu 8 eskadry wywiadowczej. Organizacyjnie i taktycznie eskadra podlegała nowo utworzonemu dowództwu II dywizjonu lotniczego. 
Eskadra wyposażona była w samoloty produkcji francuskiej Potez XV, uzyskane w ramach otrzymanej pożyczki na rozbudowę sił lotniczych w Polsce. 
W lecie 1925 eskadra wzięła udział w dużych manewrach wojsk lądowych na Wołyniu. Załogi weszły w skład tzw. „eskadry manewrowej”. Oprócz corocznej szkoły ognia lotniczego na poligonie w Pustyni Błędowskiej oraz współpracy z jednostkami artylerii, personel latający szkolił się i doskonalił zgodnie z opracowanymi programami wyszkolenia.
Występujące braki w obsadzie personalnej uzupełniano absolwentami Oficerskiej Szkoły Obserwatorów Lotniczych oraz pilotami z wojskowych szkół pilotażu.
W okresie trwania przewrotu majowego, z 2 pułku lotniczego odleciała z Krakowa do Warszawy eskadra złożona z załóg pochodzących z różnych pododdziałów, w tym z 23 eskadry. 14 maja na lotnisku Mokotowskim zginął zastępca dowódcy 23 eskadry lotniczej kpt. obs. Kazimierz Burtowy.
W 1927 eskadra wzięła udział w koncentracji dywizji piechoty i brygad kawalerii w rejonie Kamienica Podolska, Chrzanowa i Olkusza, skąd w składzie 6 samolotów Potez XV została przeniesiona do Ostrowca Świętokrzyskiego. Tu uczestniczyła w ćwiczeniach międzydywizyjnych. 
Jesienią eskadra została przezbrojona w samoloty Potez XXVII.
W 1928 kolejna reorganizacja lotnictwa spowodowała przeniesienie II dywizjonu lotniczego do Lidy stając się zaczątkiem formującego się tam 5 pułku lotniczego. W wyniku tej reorganizacji 23 eskadra lotnicza odleciała 14 lipca do Lidy, gdzie zmieniła numerację i nazwę na 54 eskadrę liniową.
| Nazwy jednostki i daty sformowania, przeformowań i rozformowania | Nazwy jednostki i daty sformowania, przeformowań i rozformowania | Nazwy jednostki i daty sformowania, przeformowań i rozformowania | Nazwy jednostki i daty sformowania, przeformowań i rozformowania | Nazwy jednostki i daty sformowania, przeformowań i rozformowania | Nazwy jednostki i daty sformowania, przeformowań i rozformowania | Nazwy jednostki i daty sformowania, przeformowań i rozformowania | Nazwy jednostki i daty sformowania, przeformowań i rozformowania | Nazwy jednostki i daty sformowania, przeformowań i rozformowania | Nazwy jednostki i daty sformowania, przeformowań i rozformowania | Nazwy jednostki i daty sformowania, przeformowań i rozformowania | Nazwy jednostki i daty sformowania, przeformowań i rozformowania | Nazwy jednostki i daty sformowania, przeformowań i rozformowania | Nazwy jednostki i daty sformowania, przeformowań i rozformowania | Nazwy jednostki i daty sformowania, przeformowań i rozformowania | Nazwy jednostki i daty sformowania, przeformowań i rozformowania | Nazwy jednostki i daty sformowania, przeformowań i rozformowania |
| ---------------------------------------------------------------- | ---------------------------------------------------------------- | ---------------------------------------------------------------- | ---------------------------------------------------------------- | ---------------------------------------------------------------- | ---------------------------------------------------------------- | ---------------------------------------------------------------- | ---------------------------------------------------------------- | ---------------------------------------------------------------- | ---------------------------------------------------------------- | ---------------------------------------------------------------- | ---------------------------------------------------------------- | ---------------------------------------------------------------- | ---------------------------------------------------------------- | ---------------------------------------------------------------- | ---------------------------------------------------------------- | ---------------------------------------------------------------- |
| I 1919                                                           | 1 eskadra łącznikowa                                             | III 1919                                                         | 8 eskadra wywiadowcza                                            | I 1921                                                           | 8 eskadra wywiadowcza                                            | 8 eskadra wywiadowcza                                            | 1925                                                             | 23 eskadra lotnicza                                              | VII 1928                                                         | 54 eskadra liniowa                                               | VII 1933                                                         | 51 eskadra liniowa                                               | VIII 1939                                                        | 51 eskadra rozpoznawcza                                          | IX 1939                                                          |                                                                  |
|                                                                  |                                                                  | I Grupa Lotnicza                                                 | I Grupa Lotnicza                                                 | 1 pułk lotniczy                                                  | 1 pułk lotniczy                                                  | 2 pułk lotniczy                                                  | 2 pułk lotniczy                                                  | 2 pułk lotniczy                                                  | 5 pułk lotniczy                                                  | 5 pułk lotniczy                                                  | 5 pułk lotniczy                                                  | 5 pułk lotniczy                                                  | SGO „Narew”                                                      | SGO „Narew”                                                      | SGO „Narew”                                                      |                                                                  |

## Obsada personalna eskadry
| stopień   | imię i nazwisko        | okres pełnienia służby |
| --------- | ---------------------- | ---------------------- |
| por. pil. | Ksawery Piniński       | 1925 – 1927            |
| kpt. pil. | Aleksander Świeykowski | 1927 – 1928            |
| kpt. obs. | Władysław Pokorny      | od 3 VII 1928          |

## Wypadki lotnicze
- 1 czerwca 1925 zginęła w Krakowie podczas lotu treningowego załoga 8 eskadry por. pil. Michał Pielechowski oraz por. obs. Józef Seroka[1].
- 3 sierpnia 1928 w locie treningowym w rejonie lotniska rakowickiego zginął pełniący obowiązki adiutanta 2 pułku lotniczego, kpt. Świeykowski[2].